# Опухолевые клетки

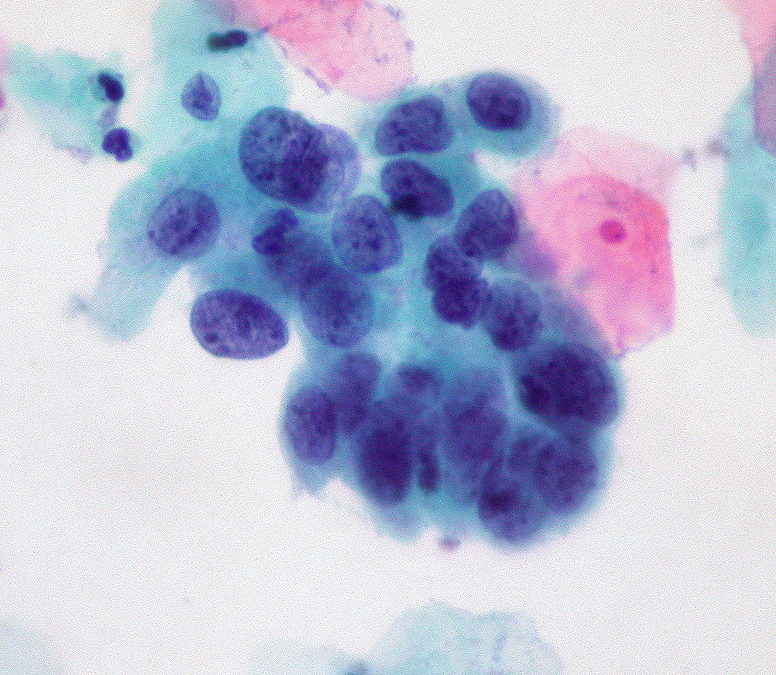
На фотографии отчётливо видно, что опухолевые клетки карциномы отличаются от нормальных высоким отношением объёма ядра (тёмные области) к объёму всей клетки (светлые).

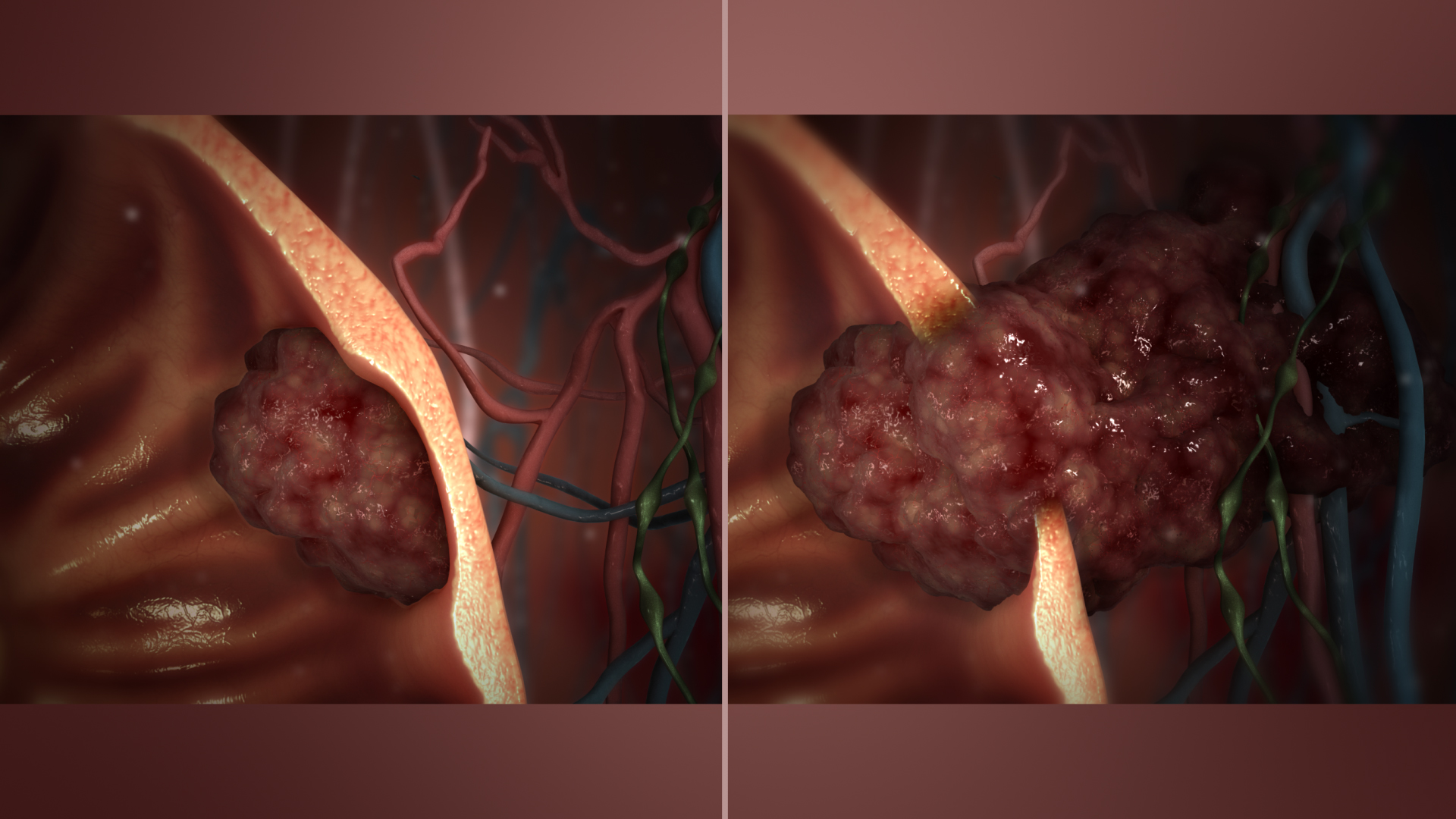
Злокачественная опухоль (справа) бесконтрольно распространяется и проникает в окружающие ткани, в отличие от доброкачественной опухоли (слева), которая остается закрытой от соседней ткани.

Онкоци́ты (от др.-греч. όγκος — тяжесть, груз, и греч. κύτος — клетка) — это дефектные, мутантные, патологические клетки многоклеточного организма, являющиеся частью доброкачественной или злокачественной опухоли. Это клетки, приобретшие тканевый атипизм.
В случае злокачественных клеток клетки приобретают также клеточный атипизм и склонность к неконтролируемому безостановочному делению (вследствие отсутствия контактного торможения и(или) апоптоза), приводящему к неконтролируемому росту размеров опухоли. Злокачественные клетки могут (но не всегда) также приобрести склонность к метастазированию — расползанию и неконтролируемому росту и размножению в тех органах и тканях, в которых обычно клеток этого типа быть не должно.